# San Carlos del Zulia (Venezuela)
Ne doit pas être confondu avec San Carlos del Zulia (paroisse civile).
San Carlos del Zulia est une ville du Venezuela, chef-lieu de la municipalité de Colón et principale localité de la paroisse civile de San Carlos del Zulia dans l'État de Zulia. Fondée en 1778, la localité est située à 10 mètres d'altitude au-dessus du río Escalante.